# Copa Jean Dupuich
La Copa Jean Dupuich fue un torneo de copa amistoso disputado en Bruselas, Bélgica. Este torneo fue el sucesor de la Copa Van Straeten Ponthoz.
El trofeo fue donado por Adolphe Dupuich en memoria de su hijo Jean, delantero del club Léopold CB. Solo las primeras 2 ediciones del torneo se disputaron haciendo ronda de cuartos de final, de 1910 en adelante se disputarían solo semifinales y final. La última edición se jugó en 1925.
El club más exitoso fue el Union Saint Gaillose de Bélgica con 4 trofeos.

## Finales
| Año  | Campeón                       | Subcampeón                    | Marcador |
| ---- | ----------------------------- | ----------------------------- | -------- |
| 1908 | Racing C.B. (Bruselas)        | Union Saint Gaillose (Forest) | 1-0      |
| 1909 | Bishop Auckland               | Ilford FC                     | 3-2      |
| 1910 | Bishop Auckland               | Bromley FC                    | 1-0      |
| 1911 | Ilford FC                     | Bishop Auckland               | 1-0      |
| 1912 | Union Saint Gaillose (Forest) | Daring Club Bruxelles         | 1-0      |
| 1913 | Union Saint Gaillose (Forest) | Barking FC                    | 3-2      |
| 1914 | Union Saint Gaillose (Forest) | Daring Club Bruxelles         | 3-1      |
| 1920 | Racing Club/Léopold Club      | Darring Club Bruxelles        | 3-2      |
| 1922 | Racing C.B                    | Léopold Daring Club           | 2-1      |
| 1923 | Daring Club                   | Feyenoord                     | 2-0      |
| 1924 | Desconocido                   |                               |          |
| 1925 | Union Saint Gaillose (Forest) | Saint Albans City             | 2-1      |

## Títulos por clubes
| Club                 | Título |
| -------------------- | ------ |
| Union Saint Gaillose | 4      |
| Racing C.B.          | 3      |
| Bishop Auckland      | 2      |
| Ilford FC            | 1      |
| Daring Club          | 1      |